# ビーバドゥービー
ビーバドゥービー（Beabadoobee、本名: Beatrice Ilejay Laus、2000年6月3日 - ）は、フィリピンのイロイロ生まれロンドン育ちのフィリピン系イギリス人、シンガー・ソングライター、インディー・ロック・ミュージシャンである。
2018年から2019年にかけて4枚のEPをインディー・レーベルDirty Hitからリリースし、レーベルメイトのThe 1975やクレイロのサポートアクトを務める。2020年のブリット・アワードでライジング・スター賞ノミネート、NMEアワーズでレーダー賞受賞、BBC期待の新人「Sound of 2020」選出。2020年にTikTokでバイラルヒットしたPowfuの楽曲「Death Bed (Coffee for Your Head)」にビーバドゥービーの音源が使用され、フィーチャリングアーティストとして世界的ヒットする。2020年10月にデビューアルバム『Fake It Flowers』をリリースし、10月29日付け週間全英アルバムチャートで初登場8位となる。

## 来歴
2000年6月3日にフィリピンのイロイロ市で生まれ、3歳で両親とともにロンドンへ移住した。10代の頃は Karen O、Yeah Yeah Yeahs、Florist、Alex Gなどのインディー・ロックを聴いて育つ。7年間バイオリンを習い、17歳で初めて中古のギターを手に入れた。ギターの弾き方はYouTubeの練習動画を見て独学で習得した。
ギターで書いた初めての曲は「Coffee」で、2017年9月に同曲とカレン・オーの「The Moon Song」のカヴァーを公開した。「Coffee」はYouTubeで30万回以上再生され、Dirty Hit Recordsからオファーされる。同レーベルと契約し、2018年2月にデビューEP『Lice』、12月に2作目の EP『Patched Up』をリリースした。
2019年1月にNME期待の新人リスト「NME 100」にビリー・アイリッシュとともに選出された。4月に3作目のEP『Loveworm』をリリースした。9月にクレイロのツアーのサポートアクトを務めた。10月に4枚目のEP『Space Cadet』をリリースした。10月25日にNMEが表紙に掲載した。12月にブリット・アワードでライジング・スター賞ショートリストに選出された。BBCが期待の新人を発表する音楽評論家投票「Sound of 2020」ロングリストに選出された。

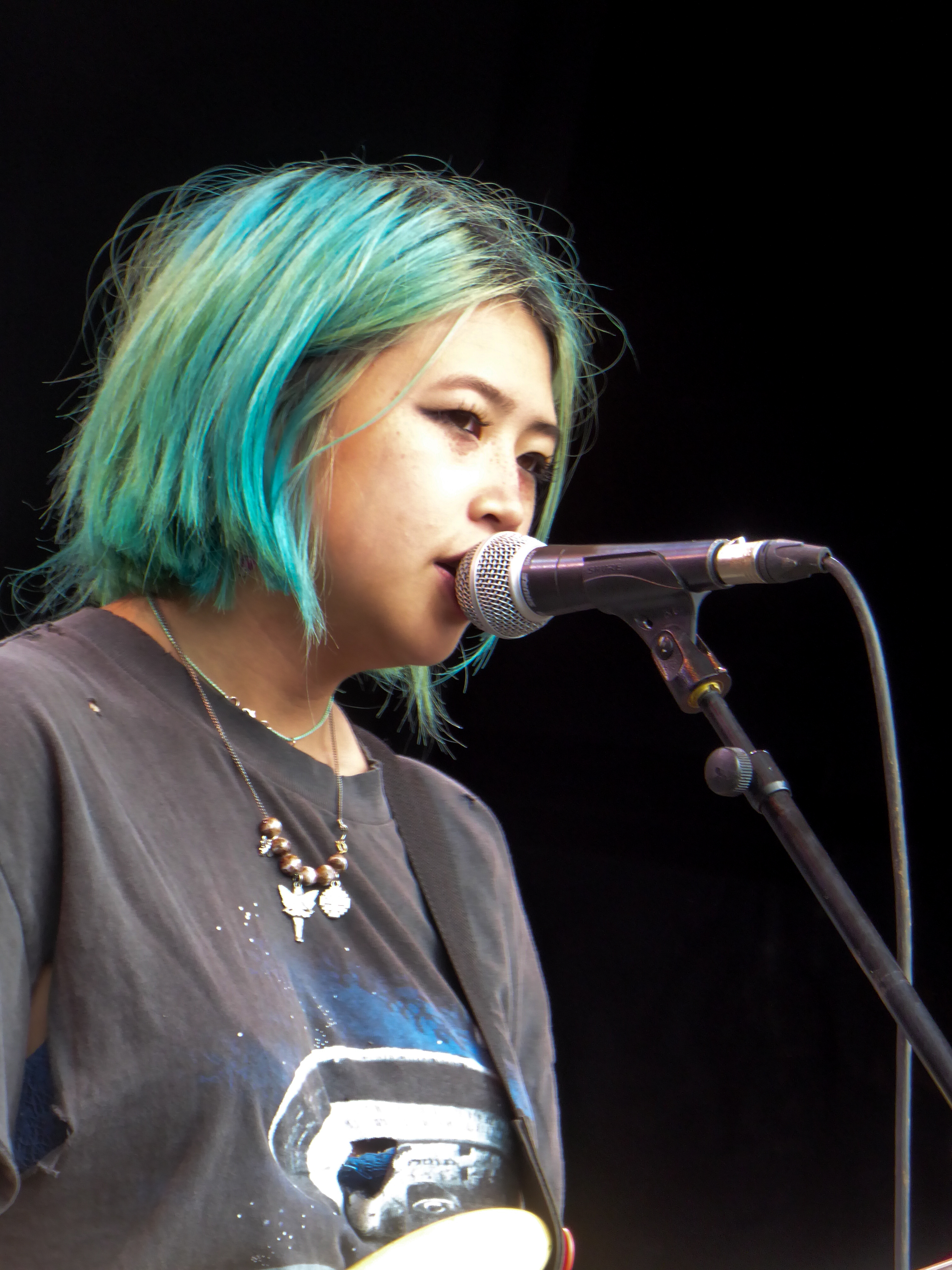
野外フェスでの演奏（2019年）

2020年2月に、NMEアワーズでレーダー賞を受賞して授賞式に出演し、レーベルメイトのThe 1975のツアーのイギリス公演にサポートアクトとして出演した。4月に予定されていた同ツアーの北米公演もサポートする予定が、新型コロナウイルスの流行で延期となった。
最初の楽曲「Coffee」は、2019年にカナダのラッパーPowfuのシングル「Death Bed (Coffee for Your Head)」で使用され、2020年初頭にTikTokでバイラルヒットとして初めて公式チャート入り、2020年4月までにイギリス、オーストラリア、ニュージーランドを含む複数の国でトップ5入り、アメリカとイギリスでプラチナディスク認定、など世界的にヒットした。ビーバドゥービーはインタビューで、自分の最初期の歌が加工された楽曲が大ヒットしたことに困惑し複雑な感情を抱いていることを明かしたが、多くの機会を与えてくれたことに感謝しているとも述べた。
2020年7月14日にデビューアルバムからリード・シングル「Care」をリリースし、続いて「Sorry」「Worth It」「How Was Your Day? "How Was Your Day?"」「Together」と先行シングルをリリースする。10月16日にリリースしたデビューアルバム『Fake It Flowers』は批評家から高評価を受けた。
2022年7月15日に2枚目のフルアルバム『Beatopia』をリリースした。タイトルにもなった'Beatopia'とは、Bea自身が7歳の頃から抱き続けている個人的な空想世界を意味する。週間全英アルバムチャートでは前作を上回り初登場4位、週間全英インディーズアルバムチャートでは初登場1位を記録した。。2022年8月20日と21日にはSUMMER SONIC 2022に出演。初来日パフォーマンスを行った。
2024年8月9日には3枚目のフルアルバム『This Is How Tomorrow Moves』をリリース。週間全英アルバムチャートにて初登場1位を記録した。総合チャートでアルバムが1位を獲得するのは、彼女にとって初めてのことである。

## ディスコグラフィ
スタジオアルバム
- Fake It Flowers（2020年）
- Beatopia（2022年）
- This Is How Tomorrow Moves（2024年）